# 数字化转型
数字化转型又稱數位轉型，是指人們利用資訊科技來改造自己的業務。人們透過推廣數位化流程來取代非數位化或手動工作流程，或以更新的資訊科技取代舊有的資訊科技。 無紙化是數位轉型的體現。

## 定義與案例
- 定義：英國特許採購與供應協會 (CIPS) 專注於效率和成本，將數位化定義為透過利用技術進步來重新定義模型、功能、營運、流程和活動的實踐，以建立高效的數位業務環境—收益（營運和財務）最大化，成本和風險最小化。CIPS 也觀察到「數位能力」可用於支援供應鏈透明度和遠距工作。
- 雲端運算：數位轉型的另一個例子是雲端運算的使用。 這減少了用戶對自己地端硬體的依賴，並增加了對基於訂閱的雲端服務的依賴。 其中一些數位解決方案增強了傳統軟體產品的功能，例如 Microsoft Office 的 Office 365，而其他解決方案則完全基於雲端，例如 Google Docs[4]。
- 發現驅動型規劃 (DDP) ：採用數位技術可以為企業帶來好處[5][6]，但一些公司文化可能會難以應對數位轉型所需的變革[7]，全有全無的改動通常導致變革失敗。因應而生的是發現驅動規劃 (DDP) ，為一種著重於逐步轉型的方法，好處包括能夠降低風險、快速反應不斷變化的市場條件以及提高數位轉型的成功率。格外適用於傳統產業。

## 歷史

### 數位轉型開端
數位化是利用類比數位轉換器（如影像掃描器或數位音訊錄音）將類比訊息轉換為數位形式的過程。自1990年代以來，隨著網路使用的不斷增加，數位化的應用也隨之擴展。然而，數位轉型的範疇不僅僅在於將現有流程數位化，而是需要思考如何透過新的數位技術來改變產品、流程和組織。一篇2019年的評論給出了數位轉型的定義：「旨在透過資訊、計算、通訊和連接技術的組合引發實體屬性重大變化來改進實體的過程」。數位轉型可以被視為一項社會技術計劃。

### 產業概況
一份2015年的報告指出，成熟的數位公司正在利用雲端託管、社交媒體、行動裝置和數據分析，而其他公司則採用單獨的技術來解決特定問題。到2017年，一項研究發現，只有不到40%的行業實現了數位化（儘管媒體、零售和科技行業的使用率很高）。

### 地區概況
不同地區的數位轉型進展有所差異。根據麥肯錫全球研究院2016年的產業數位化指數統計，歐洲的數位化潛力為12%，而美國為18%。在歐洲，德國的數位化潛力為10%，而英國則為17%，與美國相當接近。2020年12月，上海城市數位轉型領導小組成立。
截至2020年，37%的歐洲公司和27%的美國公司尚未採用數位技術。2017年至2020年期間，70%的歐洲城市增加了數位科技支出。到2019年，英國特許採購與供應協會對代表20多個不同行業和55個不同國家的700名管理人員進行的調查發現，超過90%的企業至少採用了一種新型資訊技術，90%表示他們的數位化策略旨在確保降低營運成本並提高效率。

### 疫情加速數位轉型
在2021年的一項調查中，55%的歐洲公司表示，COVID-19大流行增加了對數位技術的需求，46%的公司表示，他們的數位化程度已提高。這些公司中有一半預計未來將增加數位技術的使用，其中更大比例是以前使用過數位技術的公司。16%的歐盟企業將缺乏數位基礎設施視為投資的主要障礙，而美國這一比例為5%。在2021年進行的一項調查中，89%的受訪非洲銀行聲稱，疫情加速了其內部營運的數位轉型。2022年，53%的歐盟企業表示已採取行動或進行投資以數位化。71%的美國公司報告至少使用一種先進的數位技術，與歐盟組織69%的平均使用率相似。